# Ellipteroides lenis
Ellipteroides lenis är en tvåvingeart som först beskrevs av Alexander 1937.  Ellipteroides lenis ingår i släktet Ellipteroides och familjen småharkrankar. Inga underarter finns listade i Catalogue of Life.